# 第二次巴亚尔内阁
第二次巴亚尔内阁是2008年至2009年间蒙古国内阁。

## 沿革
蒙古国于2008年6月29日举行了国家大呼拉尔换届选举。截至2008年9月17日，蒙古人民革命党（人革党）和民主党分别获得了76个议席中的44个和26个，公民意志－共和党和独立候选人各获得1个议席，但仍有4个议席尚未公布最终选举结果。
获得议会多数席位的人革党决定同民主党组建联合政府。人革党主席桑吉·巴亚尔于2008年9月11日被新一届国家大呼拉尔任命为政府总理。
2008年9月17日，国家大呼拉尔通过了总理桑吉·巴亚尔提交的《政府结构法》和《政府成员法》法案。根据该法案，蒙古国新政府将设2位副总理和11个部。新一届政府较上届减少了2个部，取消了工业和贸易部，新设了矿产和能源部。此外，原来的外交部更名为对外关系部，兼管对外经贸关系。
2008年9月19日夜，国家大呼拉尔任命了总理桑吉·巴亚尔提名的2位政府副总理、11位部长和政府办公厅主任。由蒙古人民革命党（人革党）和民主党组建的联合政府就此正式成立。 根据人革党和民主党达成的协议，新任命的14名政府成员中，人革党占8名，民主党占6名。
2009年10月28日，总理桑吉·巴亚尔卸任。2009年10月29日，对外关系部部长苏赫巴托尔·巴特包勒德改任总理。

## 组成
2008年9月产生的15位内阁阁员为（未注明者均为2008年9月任命）：
- 总理：桑吉·巴亚尔（人革党）
- 第一副总理：诺罗布·阿勒坦呼亚格（民主党）
- 副总理：米耶贡布·恩赫包勒德（人革党）
- 部长、政府办公厅主任：巴德拉·道尔格勒（人革党）
- 对外关系部部长：苏赫巴托尔·巴特包勒德（人革党）
- 食品、农业和轻工业部部长：滕金·巴达木朱奈（人革党）
- 社会福利和劳动部部长：图格斯扎尔格勒·冈迪（人革党）
- 矿产资源和能源部部长：达希道尔吉·卓力格特（人革党）
- 教育、科学和文化部部长：云登·奥特根巴亚尔（人革党）
- 法律和内务部部长：曾德·尼亚木道尔吉（人革党）
- 国防部部长：鲁布桑旺丹·包勒德（民主党）
- 财政部部长：桑格扎布·巴亚尔朝格特（民主党）
- 交通、运输、建筑和城市建设部部长：哈勒特马·巴特图勒嘎（民主党）
- 环境和旅游部部长：鲁伊梅德·钢苏赫（民主党）
- 健康部部长：桑布·兰巴（民主党）